# Liste der Gebietsänderungen in Thüringen 1992
Die Liste der Gebietsänderungen in Thüringen 1992 enthält Änderungen an Gemeindegebieten des Landes Thüringen in der Zeit vom 1. Januar 1992 bis zum 31. Dezember 1992. Dazu zählen unter anderem Zusammenschlüsse und Trennungen von Gemeinden, Eingliederungen von Gemeinden in eine andere, Änderungen des Gemeindenamens und Umgliederungen von Teilen einer Gemeinde in eine andere.

## Legende
- Datum: juristisches Wirkungsdatum der Gebietsänderung
- Gemeinde vor der Änderung: Gemeinde vor der Gebietsänderung
- Maßnahme: Art der Gebietsänderung
- Gemeinde nach der Änderung: Gemeinde nach der Gebietsänderung
- Landkreis: Landkreis der Gemeinde nach der Gebietsänderung

Die Sortierung erfolgt chronologisch: Datum, kreisfreie Städte, Landkreise, aufnehmende oder neu gebildete Gemeinde. Heute noch bestehende Gemeinden sind farbig unterlegt.
Die Gemeinden, die Thüringen verließen, sind rot unterlegt.

## Liste
| Datum      | Gemeinde vor der Änderung                | Maßnahme       | Gemeinde nach der Änderung | Landkreis       |
| ---------- | ---------------------------------------- | -------------- | -------------------------- | --------------- |
| 01.01.1992 | Eckardtsleben Illeben                    | Eingliederung  | Bad Langensalza            | Langensalza     |
| 01.01.1992 | Roth Theuern                             | Eingliederung  | Schalkau                   | Sonneberg       |
| 01.01.1992 | Rabis                                    | Eingliederung  | Schlöben                   | Stadtroda       |
| 01.01.1992 | Breitenholz                              | Eingliederung  | Leinefelde                 | Worbis          |
| 01.04.1992 | Dürrengleina Großkröbitz Rodias Zimmritz | Eingliederung  | Milda                      | Jena            |
| 01.04.1992 | Ebersgrün Landkreis Zeulenroda           | Umgliederung   | Ebersgrün                  | Plauen, Sachsen |
| 01.04.1992 | Elsterberg Landkreis Greiz               | Umgliederung   | Elsterberg                 | Plauen, Sachsen |
| 01.04.1992 | Görschnitz Landkreis Greiz               | Umgliederung   | Görschnitz                 | Plauen, Sachsen |
| 01.04.1992 | Langenbach Landkreis Schleiz             | Umgliederung   | Langenbach                 | Plauen, Sachsen |
| 01.04.1992 | Mühltroff Landkreis Schleiz              | Umgliederung   | Mühltroff                  | Plauen, Sachsen |
| 01.04.1992 | Pausa/Vogtl. Landkreis Zeulenroda        | Umgliederung   | Pausa/Vogtl.               | Plauen, Sachsen |
| 01.04.1992 | Ranspach Landkreis Zeulenroda            | Umgliederung   | Ranspach                   | Plauen, Sachsen |
| 01.04.1992 | Thierbach Landkreis Schleiz              | Umgliederung   | Thierbach                  | Plauen, Sachsen |
| 01.04.1992 | Unterreichenau Landkreis Zeulenroda      | Umgliederung   | Unterreichenau             | Plauen, Sachsen |
| 01.04.1992 | Zillbach                                 | Eingliederung  | Schwallungen               | Schmalkalden    |
| 01.04.1992 | Dobia                                    | Eingliederung  | Pöllwitz                   | Zeulenroda      |
| 01.04.1992 | Ebersgrün, Wolfshain                     | Umgliederung   | Pöllwitz                   | Zeulenroda      |
| 01.04.1992 | Kleinwolschendorf                        | Eingliederung  | Zeulenroda                 | Zeulenroda      |
| 01.05.1992 | Meschenbach                              | Eingliederung  | Rauenstein                 | Sonneberg       |
| 01.05.1992 | Asbach/Sickenberg                        | Namensänderung | Asbach-Sickenberg          | Worbis          |
| 01.06.1992 | Windeberg                                | Eingliederung  | Mühlhausen/Thüringen       | Mühlhausen      |
| 01.06.1992 | Mausendorf Truckenthal                   | Eingliederung  | Schalkau                   | Sonneberg       |
| 19.06.1992 | Böhlscheiben Zeigerheim                  | Eingliederung  | Bad Blankenburg            | Rudolstadt      |
| 01.07.1992 | Günterode                                | Eingliederung  | Heilbad Heiligenstadt      | Heiligenstadt   |
| 01.07.1992 | Göttendorf-Neuärgerniß                   | Eingliederung  | Langenwetzendorf           | Zeulenroda      |
| 01.07.1992 | Niederböhmersdorf                        | Eingliederung  | Zeulenroda                 | Zeulenroda      |